# Alpma
ALPMA Alpenland Maschinenbau GmbH (Eigenschreibweise ALPMA) ist ein Hersteller von Spezialmaschinen und Anlagen für die Käserei- und Lebensmittelindustrie mit Hauptsitz in Rott am Inn. Das Unternehmen deckt mit seinen Maschinen und Anlagen alle Bereiche der Käseherstellung von der Milch bis zum versandfertigen Produkt ab. Die Firma hat seit 1991 eine Niederlassung in Dresden. Das Unternehmen beschäftigt ca. 900 Mitarbeiter sowie ca. 70 Auszubildende. Zur Firmengruppe gehören Niederlassungen in Frankreich, der Schweiz, Großbritannien, USA und der Türkei. Das weltweit tätige Unternehmen erwirtschaftet ca. 75 % seines Umsatzes im Ausland. Eine Schwestergesellschaft im Firmenverbund ist der Käsehersteller Alpenhain.

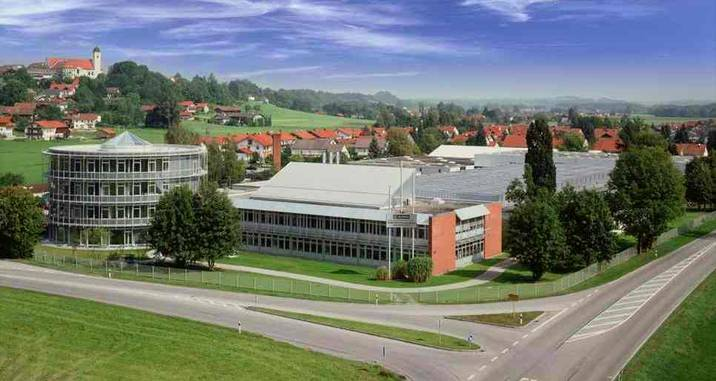
Ansicht des Firmensitzes der Fa. ALPMA in Rott/Inn

## Geschichte
Das Unternehmen wurde 1947 von dem Molkereimeister Gottfried Hain sen. in Lehen (Gemeinde Pfaffing) gegründet. 1963 verlegte Gottfried Hain jun. den Firmensitz nach Rott am Inn. Neben Verpackungsmaschinen zum Einschlagen- und Eindosen von Weichkäse und anderen Stückgütern gehören seit den 1950er Jahren auch Herstellungsanlagen für Weich- und Schnittkäse zum Produktionsprogramm. Der Anfang der 1970er Jahre entwickelte Koagulator zur kontinuierlichen Käseherstellung ist eine der wichtigsten Errungenschaften des Unternehmens. Nach der Übernahme der Firma Servi Doryl in Frankreich 2009 wurde das Angebot um Bassine-Systeme und Portionieranlagen für Weich- und Schnittkäse erweitert.
Für Abpackbetriebe wurden Aufschneide-Anlagen entwickelt, die durch einen vorgeschalteten Scanner hohe Gewichtsgenauigkeit auch bei Käsen mit sehr ungleicher Lochung erreichen. Das vollständig im Familienbesitz befindliche Unternehmen wird von Gisbert Strohn und Frank Eberle geleitet, die an einen Firmenbeirat berichten.

## Geschäftsbereiche
Es gibt folgende Geschäftsbereiche: Prozesstechnik, Käsereitechnik, Schneide- und Verpackungstechnik.

### Prozesstechnik

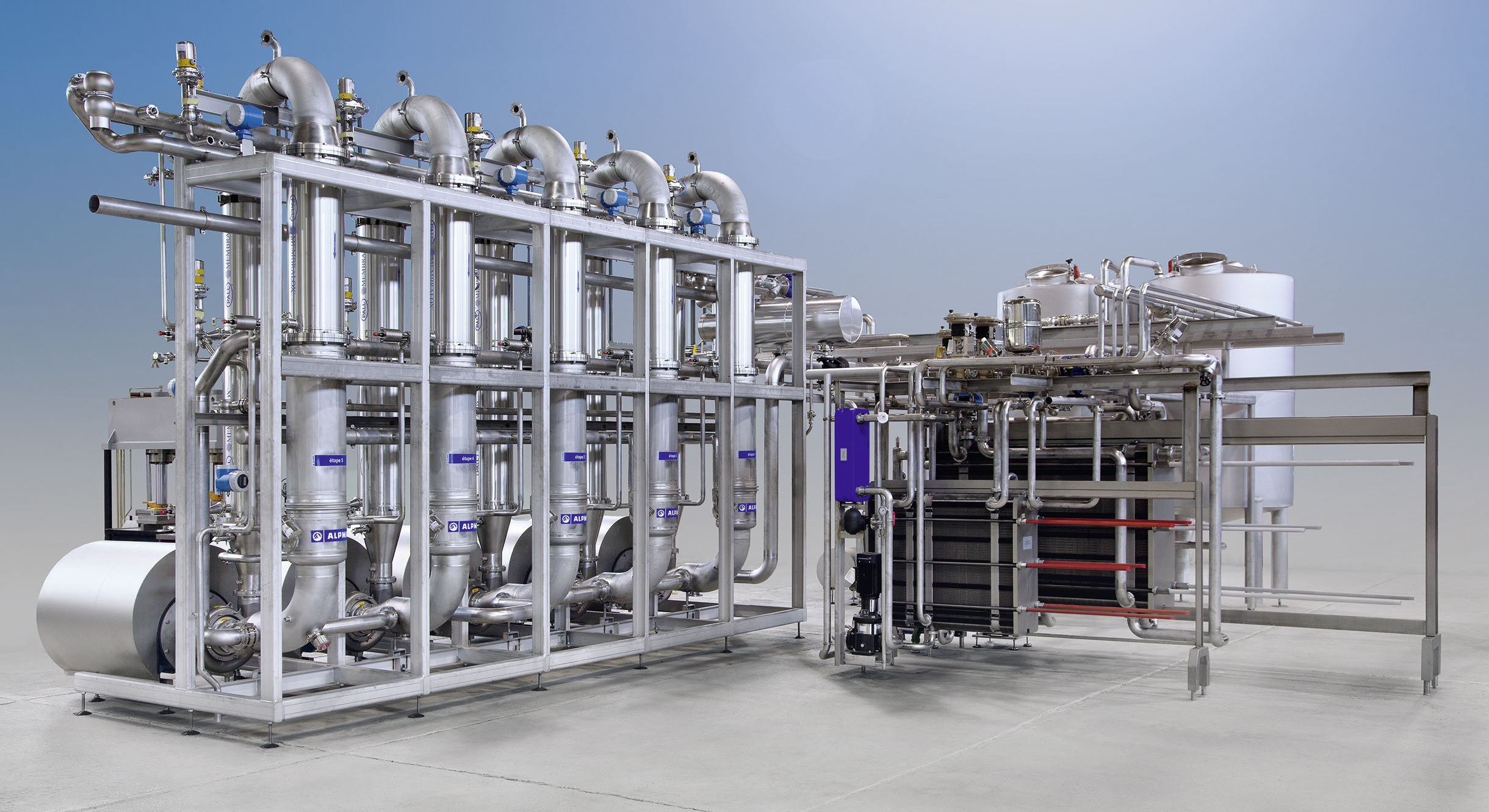
Mikrofiltrationsanlage zur Standardisierung von Käsereimilch

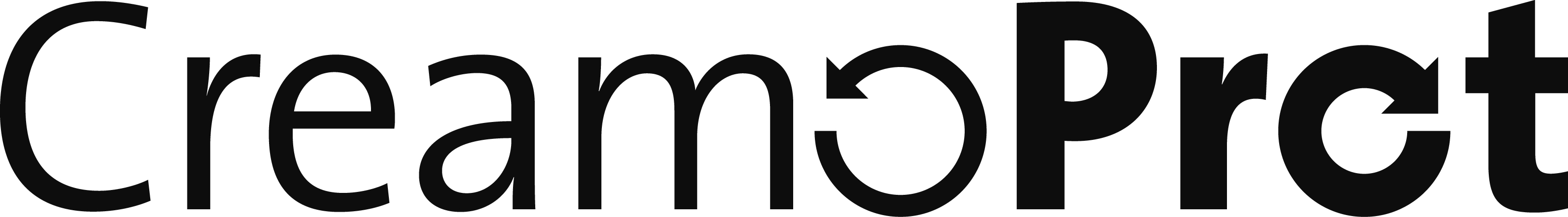
CreamoProt Logo

Der Geschäftsbereich Prozesstechnik plant und installiert in Zusammenarbeit mit der Niederlassung LTH Dresden Anlagen zur Milch- und Molkeverarbeitung. Dazu gehören die Vorbehandlung der Milch für den Käsereiprozess und die Weiterverarbeitung von Süß- und Sauermolke zu Molkenprotein-Produkten. Patentiert wurde dazu das so genannte CreamoProt-Verfahren.
Für die Projektierung und den Bau von Membranfiltrationsanlagen werden bei Alpma folgende Techniken eingesetzt:
- Mikrofiltration (MF)
- Ultrafiltration (UF)
- Nanofiltration (NF)
- Umkehrosmose (RO)

### Käsereitechnik
Der Geschäftsbereich Käsereitechnik ist spezialisiert auf die Planung, den Bau und die Installation von Käsereien. Ein Schwerpunkt ist die kontinuierliche Bruchbereitung mit dem Koagulator mit anschließender Hochleistungsportionierung MR zur Herstellung möglichst gewichtsgenauer Weichkäse. Zur individuellen Produktgestaltung werden kundenspezifische Käseformen aus Kunststoff entwickelt und hergestellt. Die Produktion dieser Kunststoff-Formen erfolgt zum größten Teil in den französischen Tochterfirmen Servi Doryl und Secril. Alpma biete Anlagen für den Formenkreislauf während der Abtropfphase sowie für das Salzen, Umsetzen auf Reifehorde und das Reifen der Käse an. Zur kontinuierlichen Herstellung von Schnitt- und Hartkäse in verschiedenen Formaten kommt die Portionierungsanlage Formatic zum Einsatz, die schnelle Formatwechsel ermöglicht.

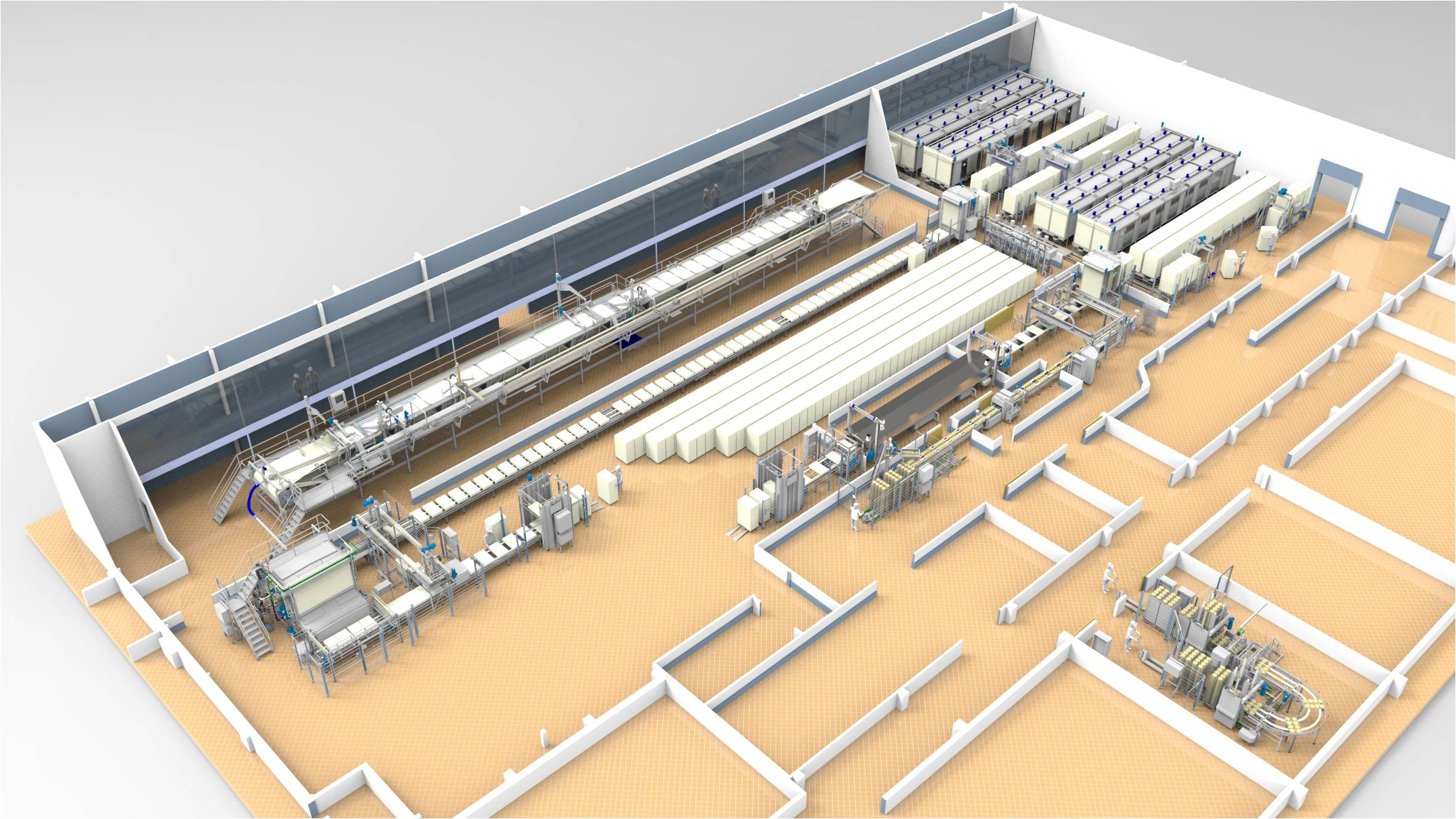
Modell einer Weichkäserei
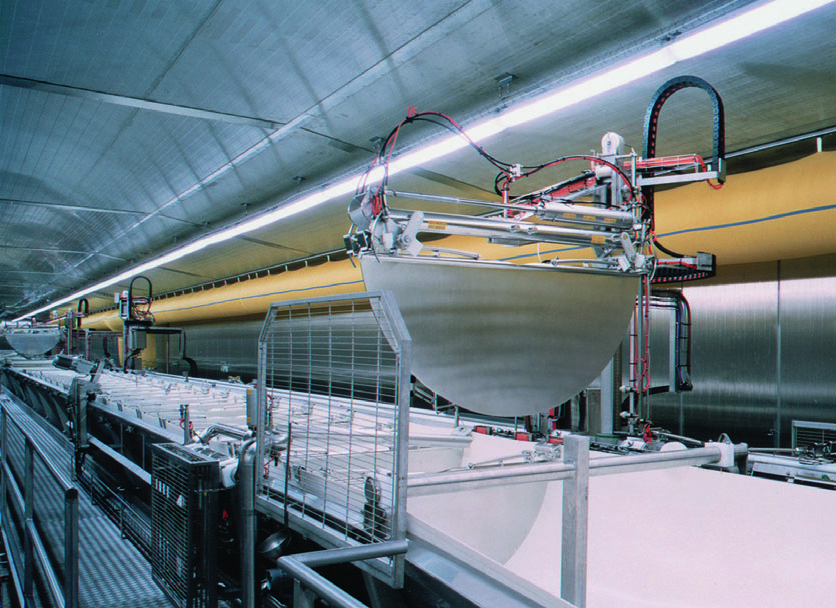
Koagulator zur kontinuierlichen Käsebruchbereitung
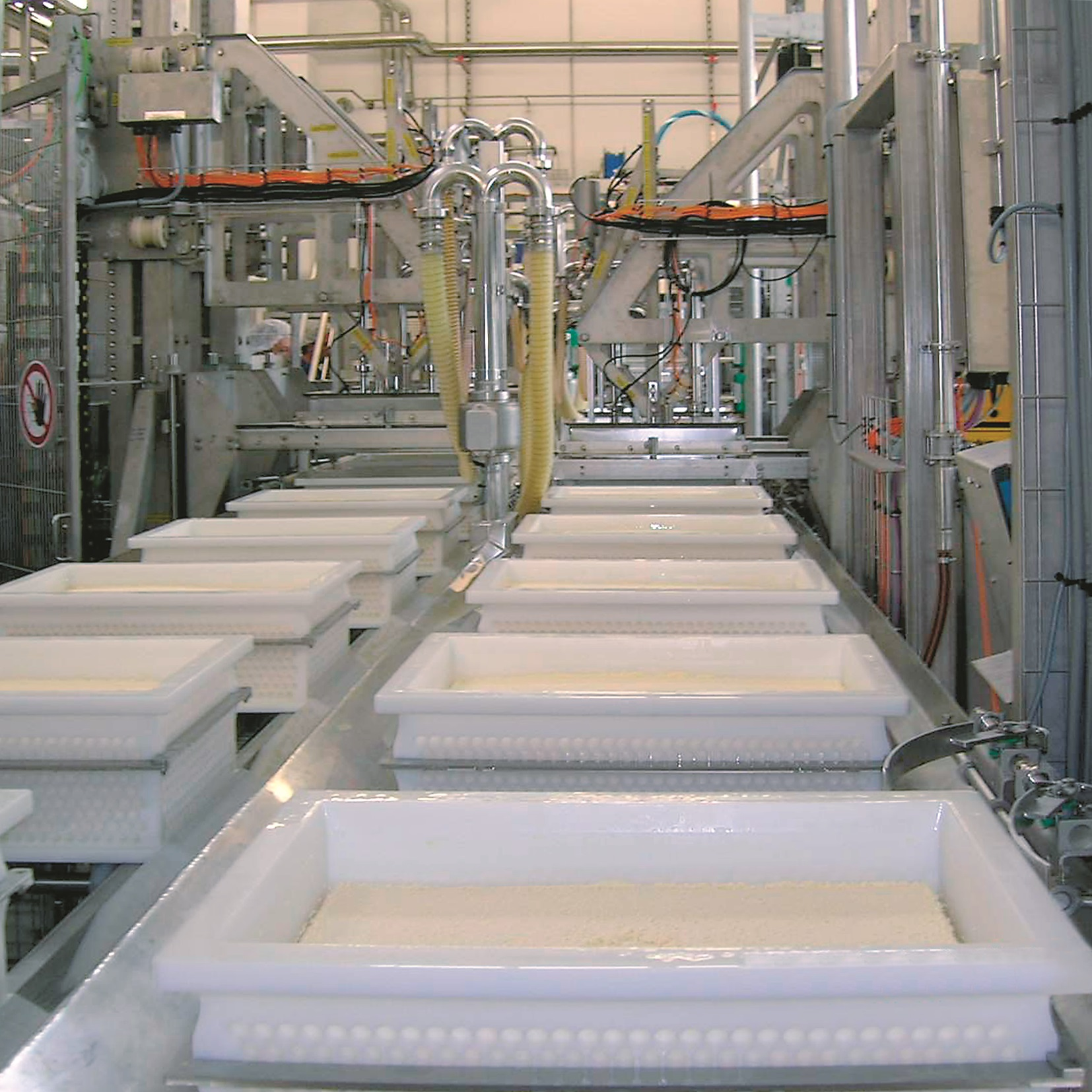
Schnittkäseportionierung Alpma Formatic
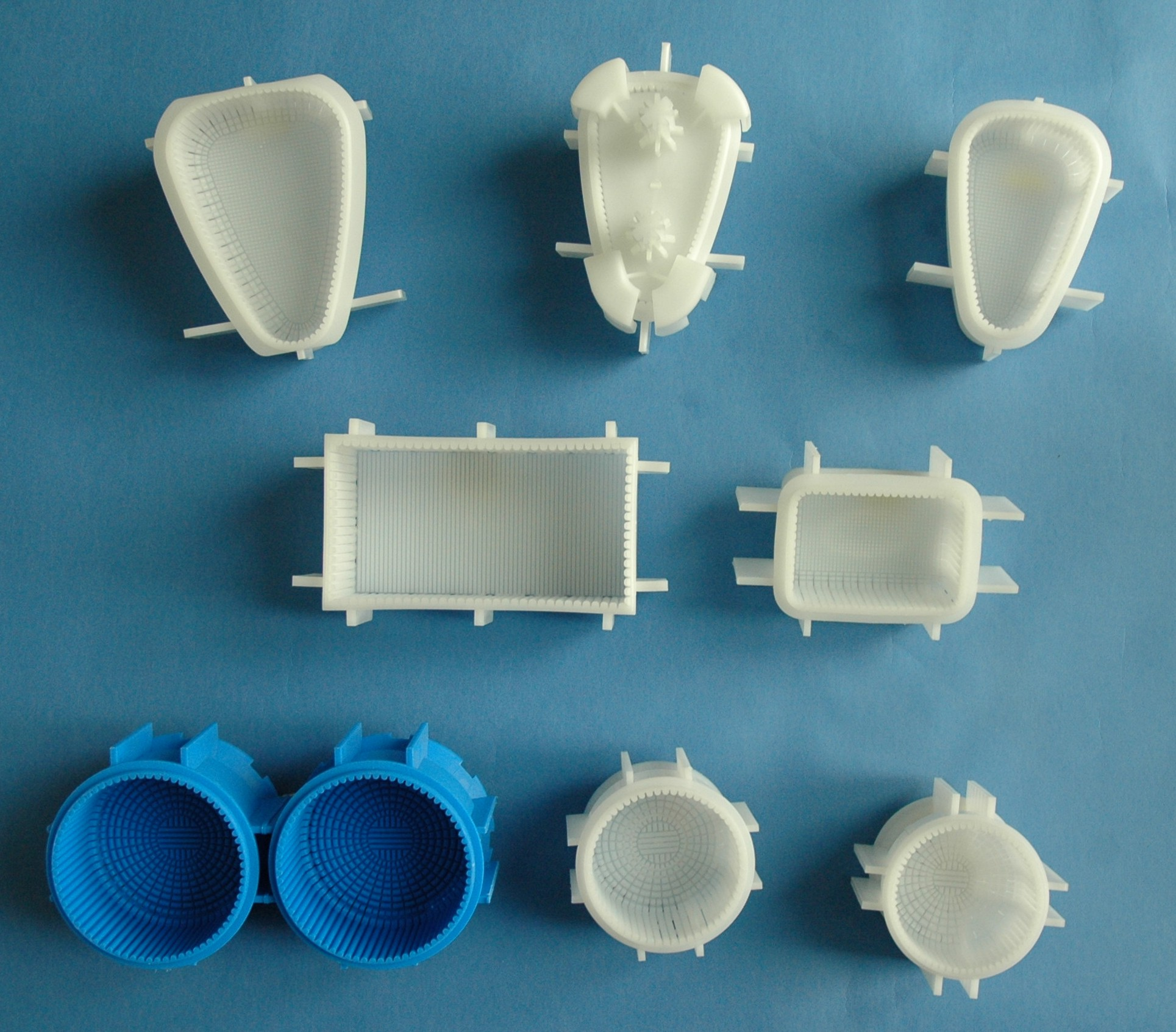
Formen für Weichkäse
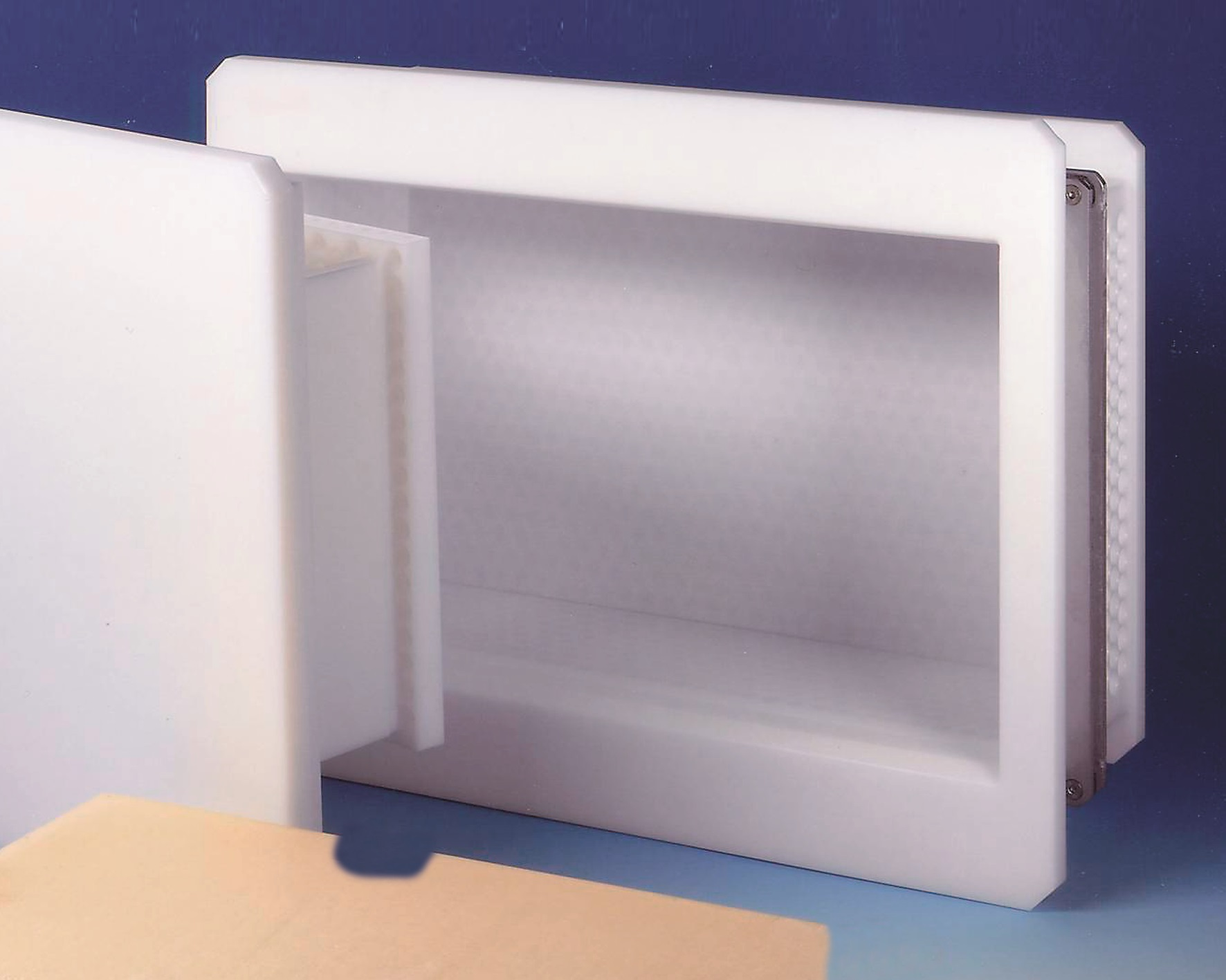
Form für gepresste Schnittkäse

### Schneide- und Verpackungstechnik
Die Alpma Schneidetechnik beschäftigt sich mit dem gewichtsgenauen Schneiden von Käse und anderen Lebensmitteln, unabhängig von Form oder Konsistenz. Das Produktspektrum reicht von einfachen Hydraulikteilern bis zu vollautomatischen Hochleistungslinien (bis zu 250 Portionen pro Minute).
Die Alpma Verpackungsmaschinen sind für das hygienische Einschlagen von Käse und anderen Lebensmitteln konzipiert.

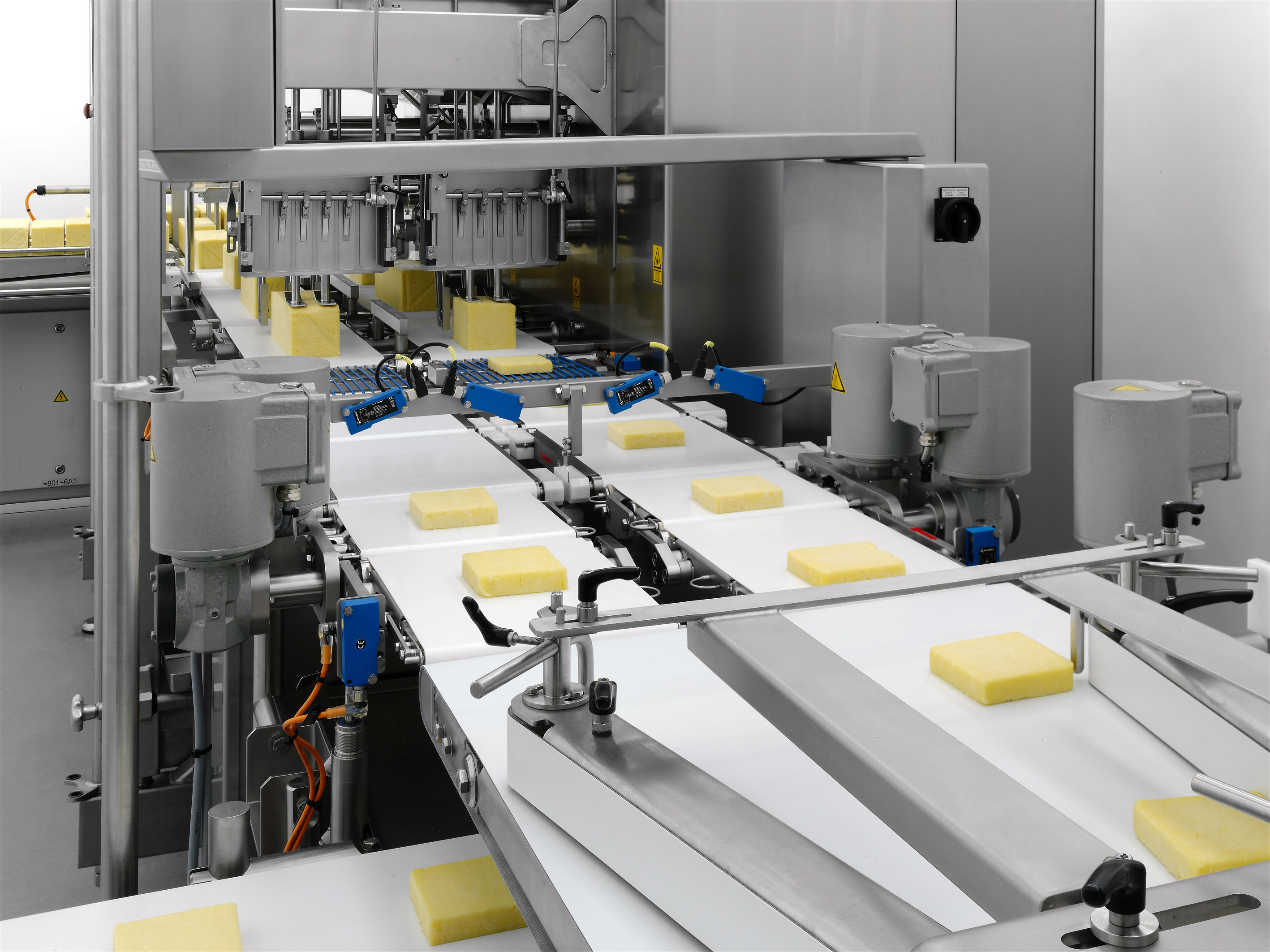
Hochleistungs-Schneidelinie für Käseportionen
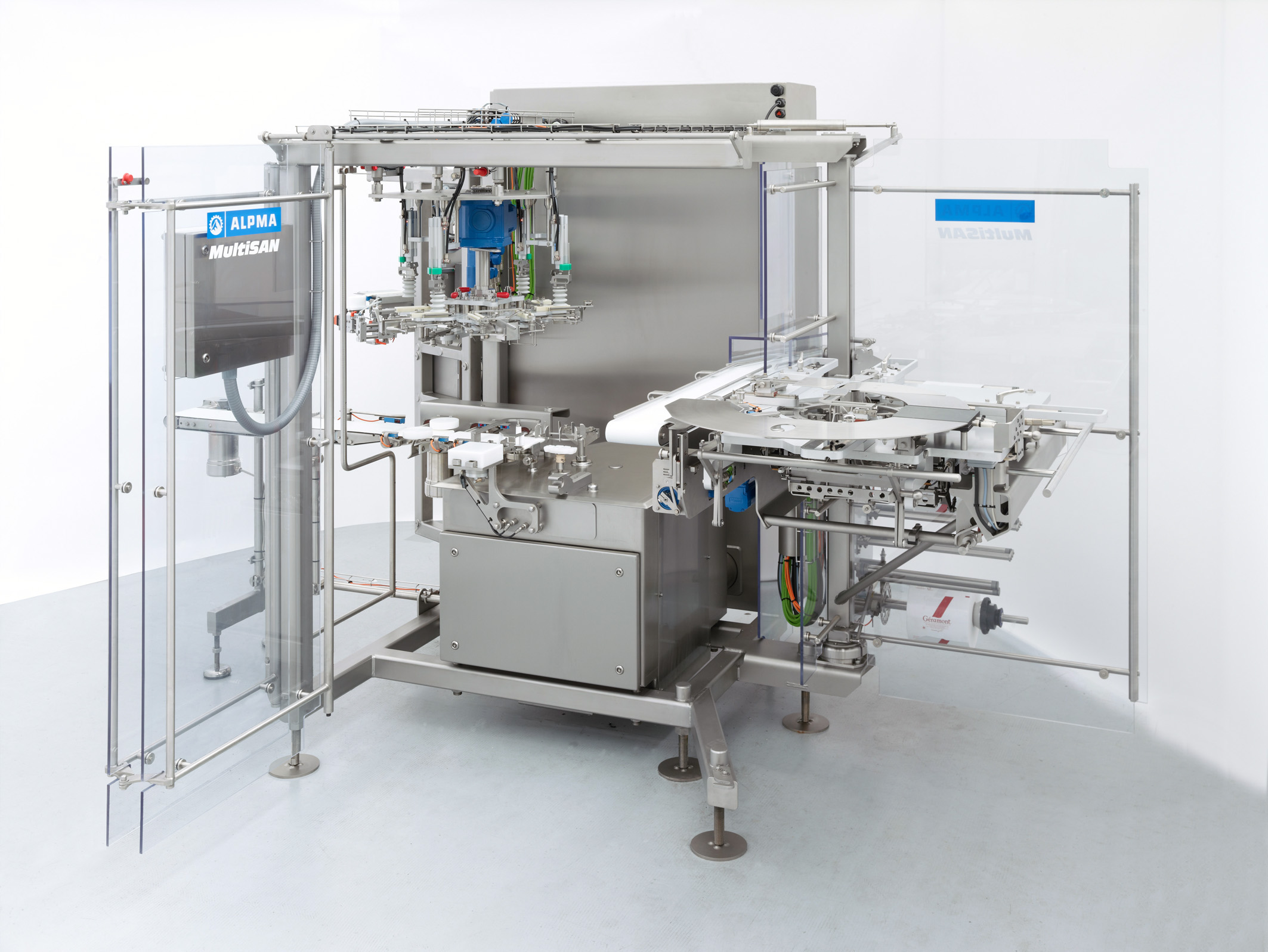
Alpma Multisan Verpackungsmaschine für schnellen Formatwechsel
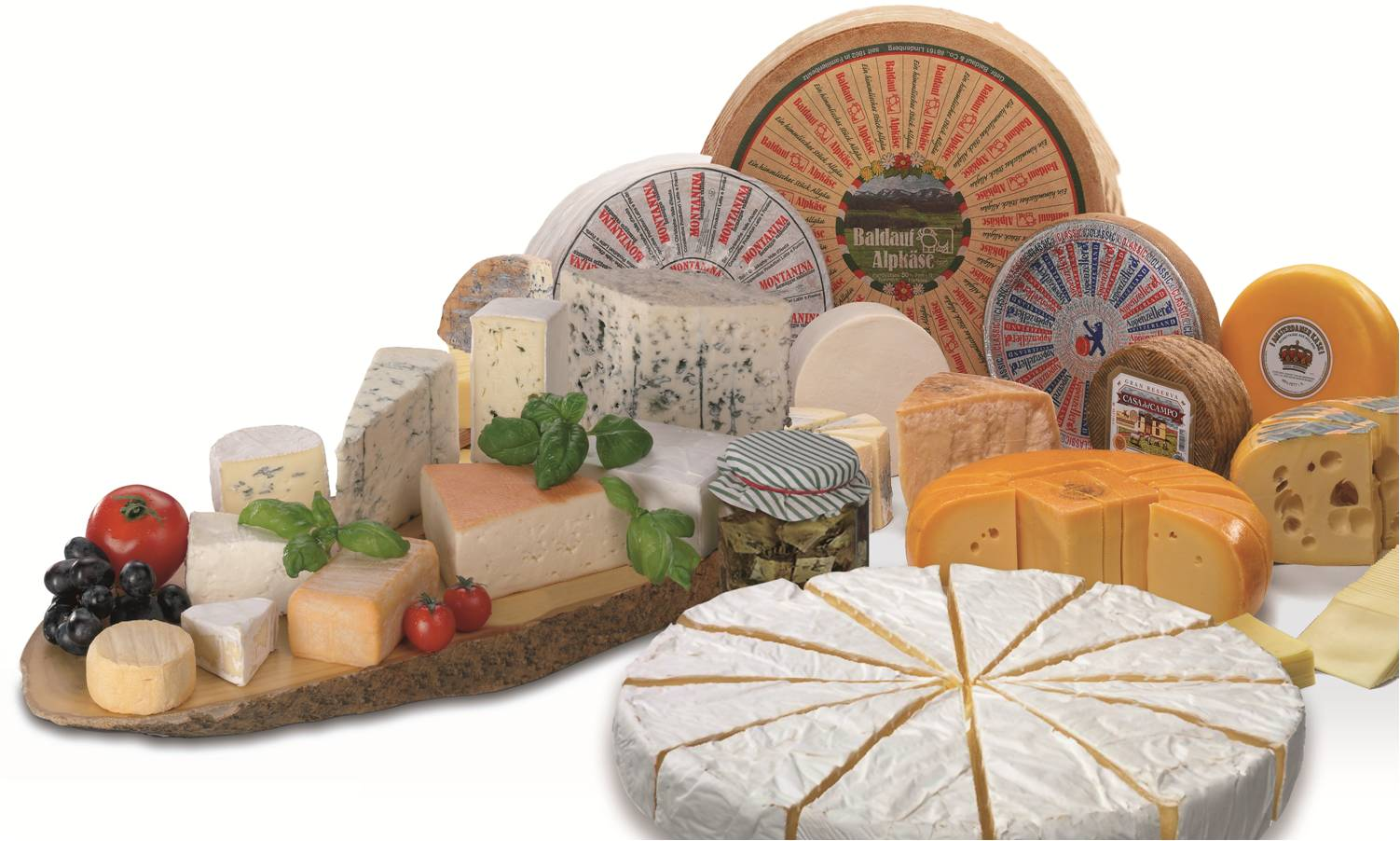
Beispiele für geschnittene Käse